# كونفدرالية دول الساحل
كونفدرالية دول الساحل، وسابقًا تحالف دول الساحل  هي كونفدرالية بين مالي والنيجر وبوركينا فاسو أنشأت في 6 يوليو 2024، بعدما كانت معاهدة دفاع مشترك أنشأت في 16 سبتمبر 2023. تم إنشاء الاتفاقية خلال أزمة النيجر عام 2023، حيث هددت المجموعة الاقتصادية لدول غرب إفريقيا (ECOWAS) بالتدخل العسكري لاستعادة الحكم المدني بعد انقلاب في النيجر في وقت سابق من ذلك العام. إن الهدف الاساسي للتحالف هو الحماية من التهديدات المحتملة للتمرد المسلح أو العدوان الخارجي، مع التأكيد على أن "أي هجوم على سيادة وسلامة أراضي طرف أو أكثر من الأطراف المتعاقدة سيعتبر عدوان على الأطراف الأخرى".

## خلفية تاريخية
كانت منطقة الساحل الإفريقي موقع لتمرد جهادي مستمر منذ 2003، مما أدى إلى العديد من الصراعات في المنطقة، مثل حرب مالي وتمرد بوكو حرام. لقد أطاحت جيوش الدول الأعضاء الثلاث بحكوماتها الموالية للغرب، ويحكم كل منها مجلس عسكري كجزء من حزام الانقلاب.
| الدولة       | العاصمة  | اللغة الرسمية | السكان (بالالف) | المساحة (كم2) | GDP (US$ bn) | GDP (PPP) (Int$ bn) | TFR | HDI   |
| ------------ | -------- | ------------- | --------------- | ------------- | ------------ | ------------------- | --- | ----- |
| بوركينا فاسو | واغادوغو | Various       | 23,042          | 272٬967       | 10٫678       | 66.910              | 4.5 | 0.438 |
| مالي         | باماكو   | Various       | 21,990          | 1٬240٬192     | 12٫747       | 65.413              | 5.7 | 0.410 |
| النيجر       | نيامي    | French        | 26,342          | 1٬267٬000     | 7٫143        | 47.024              | 6.6 | 0.394 |
|              |          |               | 71,374          | 2٬780٬159     | 30٫568       | 179٫347             | 5.6 | 0.413 |